# Jean Fernandez
Jean Fernandez (nacido el 9 de octubre de 1954 en Mostaganem, Argelia francesa) es un ex futbolista y entrenador francés. Su apellido se debe a que tiene ascendencia española, concretamente por su abuelo materno. Actualmente está libre tras dejar el Al-Gharafa Sports Club.

## Carrera como jugador
Fernandez se formó en las categorías inferiores del AS Béziers, con cuyo primer equipo debutó a nivel profesional en 1972. El Olympique de Marsella se hizo con sus servicios tres años más tarde, y allí se asentó rápidamente en la titularidad como medio defensivo, ganando una Copa de Francia en 1976. Posteriormente, en 1980, se fue al Girondins de Burdeos, donde jugó dos temporadas; antes de incorporarse al AS Cannes, donde colgaría las botas en 1984.

## Carrera como entrenador
Fernandez es un técnico de larga experiencia, relacionado con el debut o la eclosión de futbolistas como Benoît Pedretti, Emmanuel Adebayor, Zinedine Zidane y Franck Ribéry.
AS Cannes, OGC Nice y Olympique de Marsella
Sus primeros pasos como técnico los dio en 1985 con el AS Cannes, donde estuvo seis años. Posteriormente tuvo un breve paso por el OGC Nice y estuvo algo más de dos años en el Olympique de Marsella, desempeñando funciones de entrenador asistente (18 meses), y también de primer entrenador y supervisor durante algunos meses.
Etapa en Arabia Saudí
En los años 1990, entrenó a diferentes equipos árabes como el Al Wahda, siendo campeón de la Liga árabe en la primera de sus tres etapas al frente del Al-Nassr. Vivió un corto paréntesis en esta etapa en el Golfo Arábigo en el banquillo del Lille, donde consiguió un 14.º puesto en la Ligue 1 1994-95 antes de ser despedido en agosto de 1995, tras un mal arranque de temporada (un punto en 5 jornadas). Regresó al Al-Nassr, siendo destituido tras perder la final de la Copa de Campeones de Asia. También ganó una Copa de Arabia Saudita (1996) y fue campeón del Golfo Pérsico (1997) al mando del Al-Shabab Riyadh de Arabia Saudí, y conquistó una Recopa de la AFC en su tercera estancia en el banquillo del Al-Nassr (1998) antes de recalar en el Étoile du Sahel de Túnez. 
FC Sochaux y FC Metz
Regresó a Francia en los años 2000, haciéndose cargo de FC Sochaux y FC Metz (ascendiendo a estos dos equipos a la Ligue 1).
Olympique de Marsella y AJ Auxerre

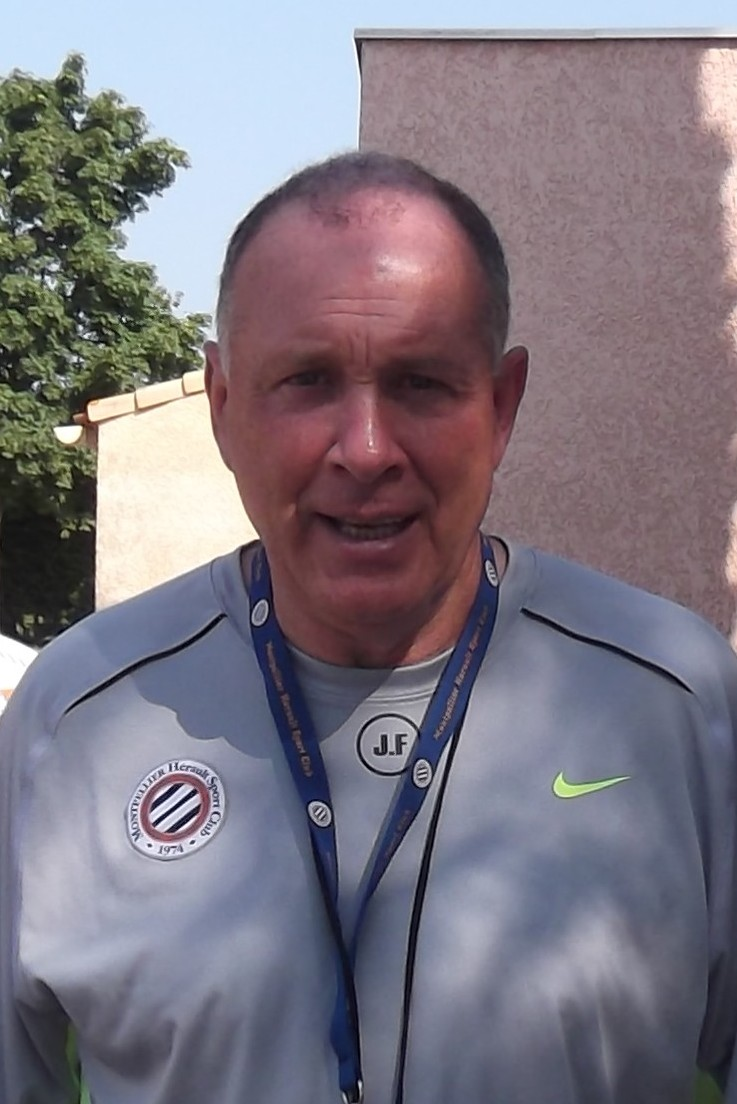
Fernandez como técnico del Montpellier en 2013.

De nuevo fue contratado por el Olympique de Marsella en 2005, pero habiendo acabado 5.º en la Ligue 1 y perdido la final de Copa, optó por firmar por el AJ Auxerre al año siguiente. Tras finalizar dos temporadas en 8.º puesto y otra en el 15.º con este último equipo, lo guio a la Liga de Campeones al acabar tercero en la Ligue 1 2009-10, lo que le valió el premio de mejor entrenador de la Ligue 1 de aquella temporada. Al concluir la Ligue 1 2010-11 en 9.ª posición y ser eliminado en la fase de grupos de la Champions con sólo 3 puntos, abandonó el conjunto galo tras cinco años al frente del mismo.
AS Nancy
El 5 de junio de 2011, firmó por el AS Nancy, que terminó 11.º en la Ligue 1 2011-12. Fue destituido en enero de 2013, dejando al equipo francés como colista al finalizar la primera vuelta de la Ligue 1 2012-13.
Montpellier
En junio de 2013, comenzó a entrenar al Montpellier Hérault Sport Club. Los resultados no fueron buenos, e incluso el presidente del club criticó duramente a Fernandez, que terminó dimitiendo a finales de año, después de la 16.ª jornada de la Ligue 1, con el conjunto galo situado en 17.º puesto.
Al-Khor
El 26 de mayo de 2015, fue contratado por el Al-Khor Sports Club. Permaneció en este equipo durante dos años.
Al-Gharafa
El 16 de mayo de 2017, se incorporó al Al-Gharafa Sports Club. Fue despedido el 28 de diciembre de ese mismo año, dejando al equipo catarí en 7.º puesto.

## Clubes

### Como jugador
| Club                  | País    | Año       | Partidos | Goles |
| --------------------- | ------- | --------- | -------- | ----- |
| AS Béziers            | Francia | 1972-1975 | 62       | 0     |
| Olympique de Marsella | Francia | 1975-1980 | 165      | 1     |
| Girondins de Burdeos  | Francia | 1980-1982 | 85       | 2     |
| AS Cannes             | Francia | 1982-1984 | 59       | 1     |

### Como entrenador
| Club                  | País         | Año       | P   | PG | PE | PP | % v.  |
| --------------------- | ------------ | --------- | --- | -- | -- | -- | ----- |
| AS Cannes             | Francia      | 1985-1990 |     |    |    |    |       |
| OGC Nice              | Francia      | 1990      | 21  | 4  | 10 | 7  | 19.05 |
| Olympique de Marsella | Francia      | 1991-1993 | 14  | 6  | 6  | 2  | 42.86 |
| Al-Nassr              | Arabia Saudí | 1993-1994 |     |    |    |    |       |
| Lille OSC             | Francia      | 1994-1995 | 46  | 14 | 10 | 22 | 30.43 |
| Al-Nassr              | Arabia Saudí | 1995-1996 |     |    |    |    |       |
| Al-Shabab Riyadh      | Arabia Saudí | 1996-1997 |     |    |    |    |       |
| Al Wahda              | Arabia Saudí | 1997      |     |    |    |    |       |
| Al-Nassr              | Arabia Saudí | 1998      |     |    |    |    |       |
| Étoile du Sahel       | Túnez        | 1998-1999 |     |    |    |    |       |
| FC Sochaux            | Francia      | 1999-2002 | 104 | 49 | 29 | 26 | 47.12 |
| FC Metz               | Francia      | 2002-2005 | 114 | 40 | 33 | 41 | 35.09 |
| Olympique de Marsella | Francia      | 2005-2006 | 54  | 25 | 16 | 13 | 46.3  |
| AJ Auxerre            | Francia      | 2006-2011 | 217 | 83 | 61 | 73 | 38.25 |
| AS Nancy              | Francia      | 2011-2013 | 60  | 12 | 20 | 28 | 20    |
| Montpellier HSC       | Francia      | 2013      | 17  | 2  | 9  | 6  | 11.76 |
| Al-Khor SC            | Catar        | 2015-2017 | 36  | 9  | 9  | 18 | 25    |
| Al-Gharafa SC         | Catar        | 2017      |     |    |    |    |       |